# Escaut

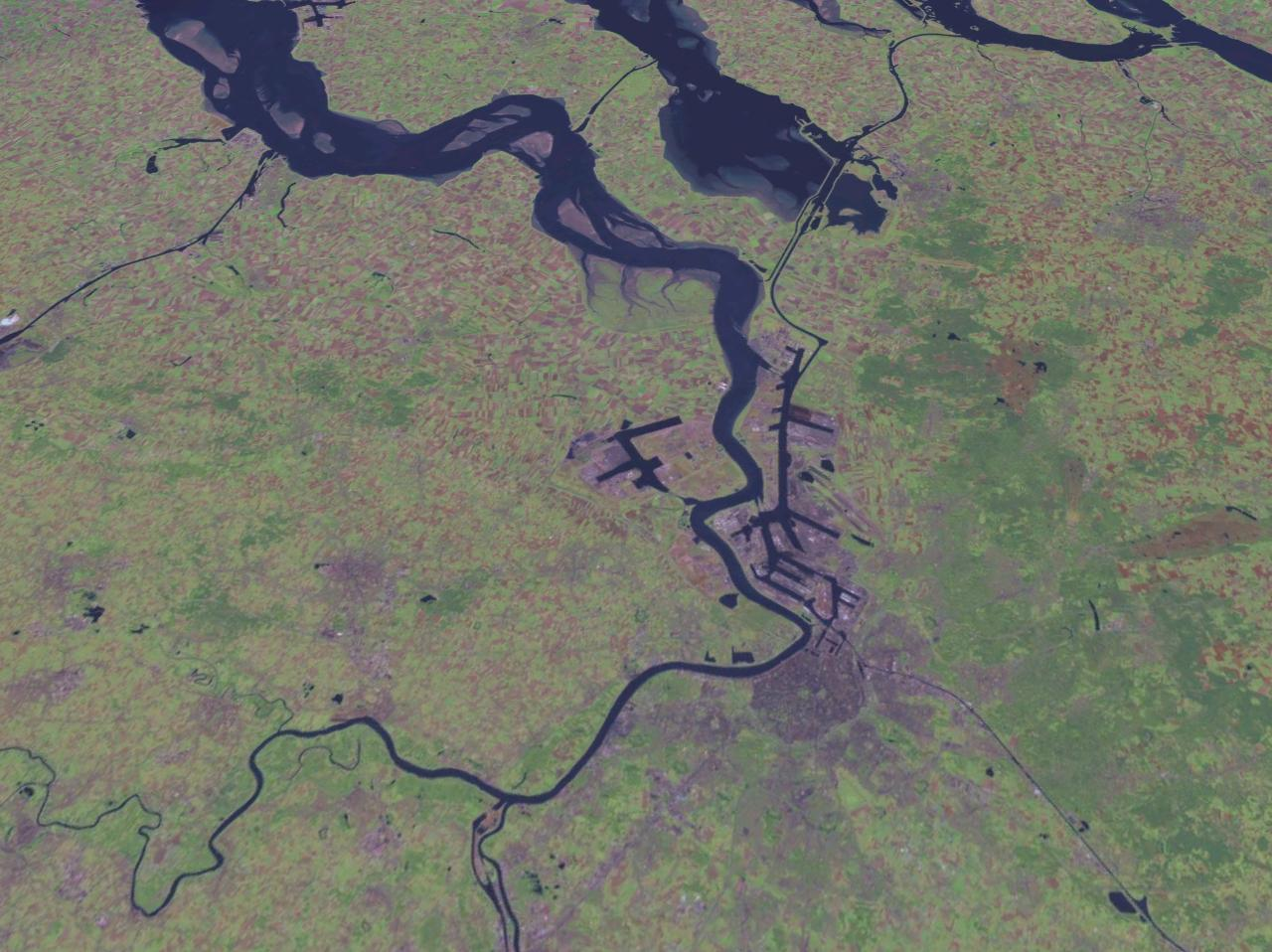
Cours inférieur de l'Escaut et son estuaire. Au centre : bassins du port d'Anvers. L'agglomération anversoise est visible au sud de la zone portuaire. L'affluent droit au bas de la photo est le Rupel.

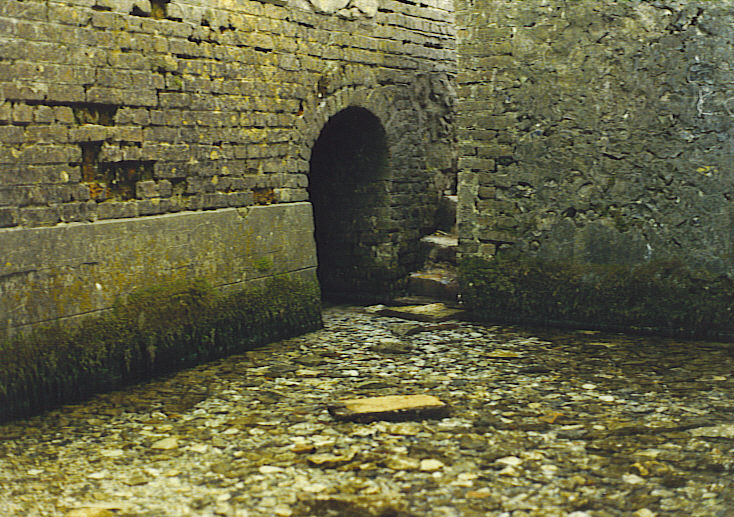
Source de l'Escaut à Gouy.

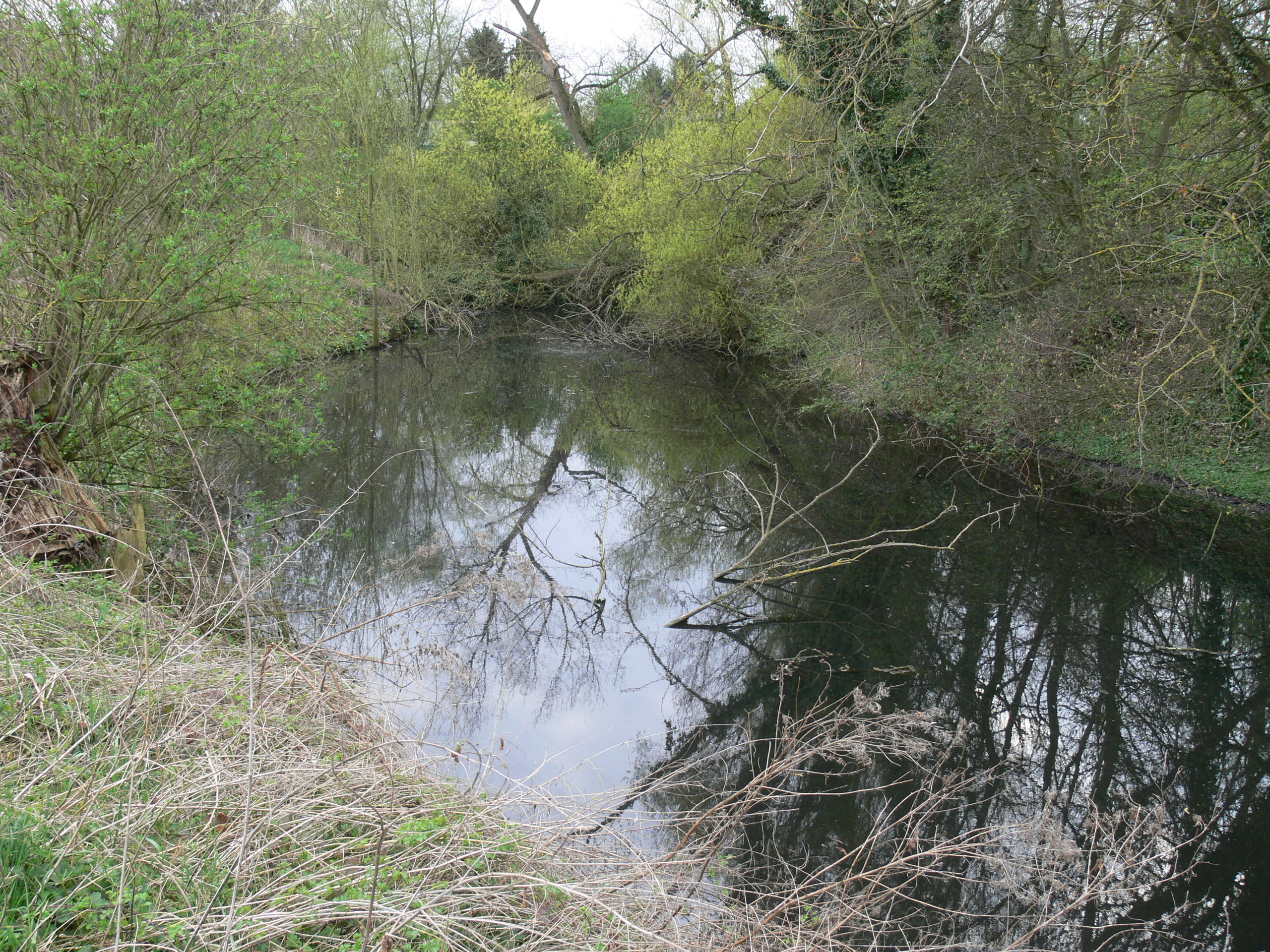
Restes du « Vieil Escaut », à Escautpont (France), avec renaturation spontanée.

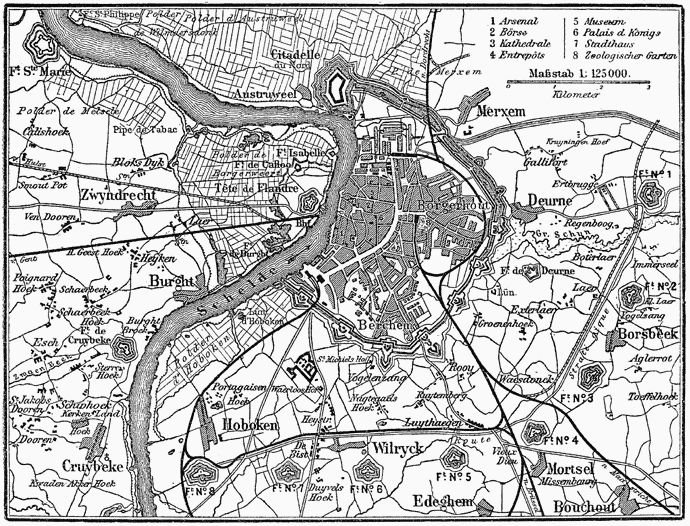
Anvers et canaux de drainage des anciens marais (1888).

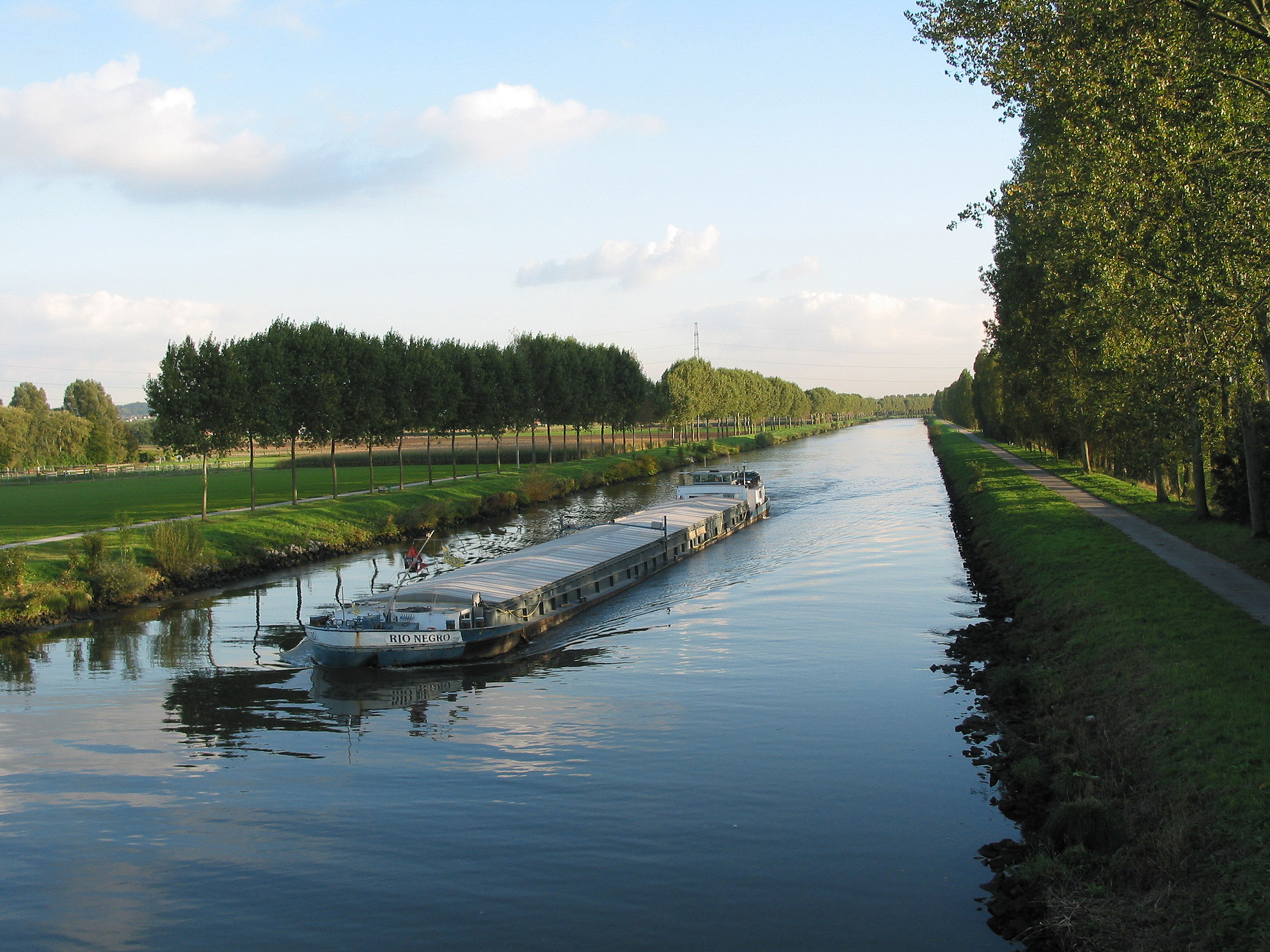
L'Escaut à Pecq
(Hainaut - Belgique).

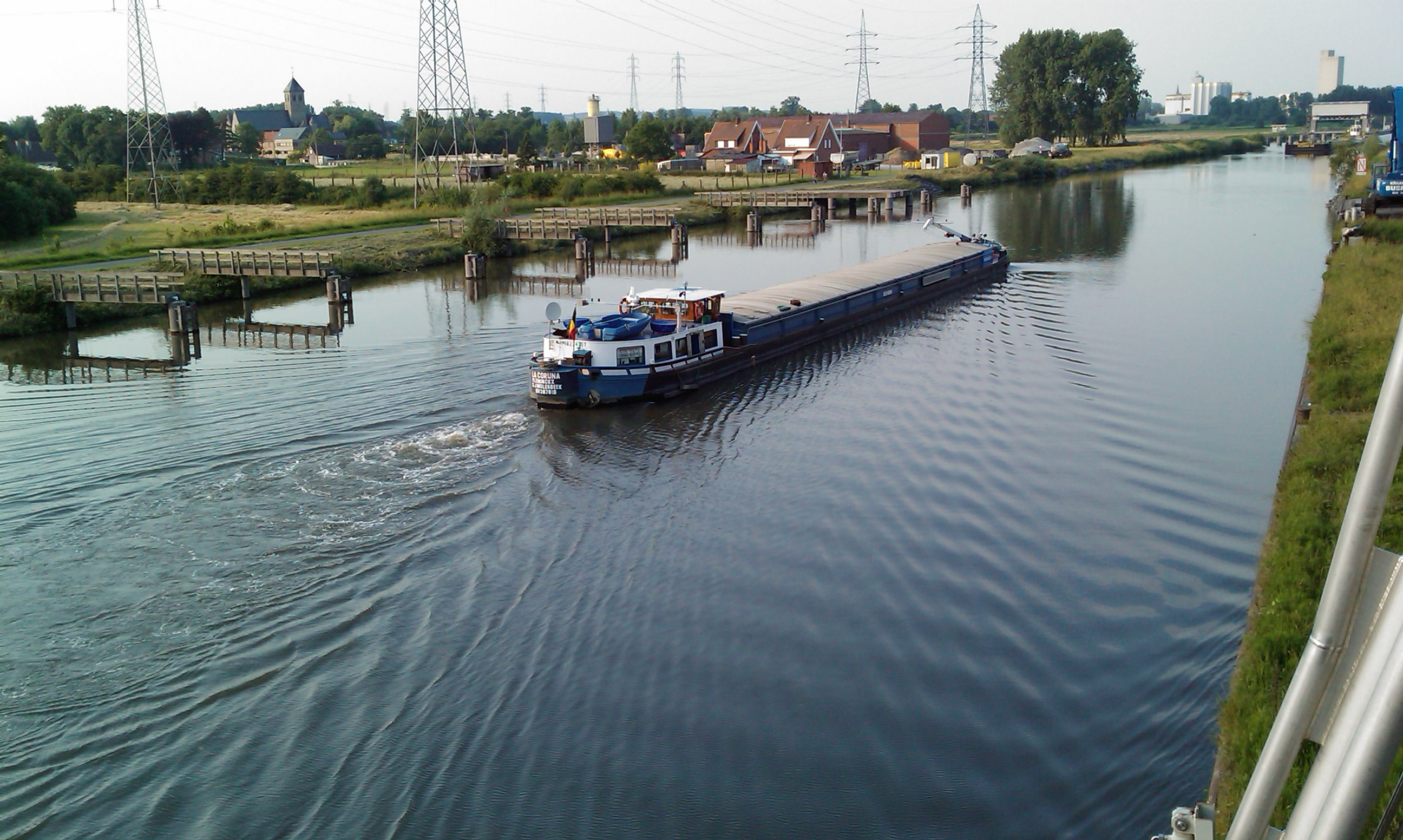
L'Escaut aux environs de Ruien (Flandre-Orientale - Belgique).

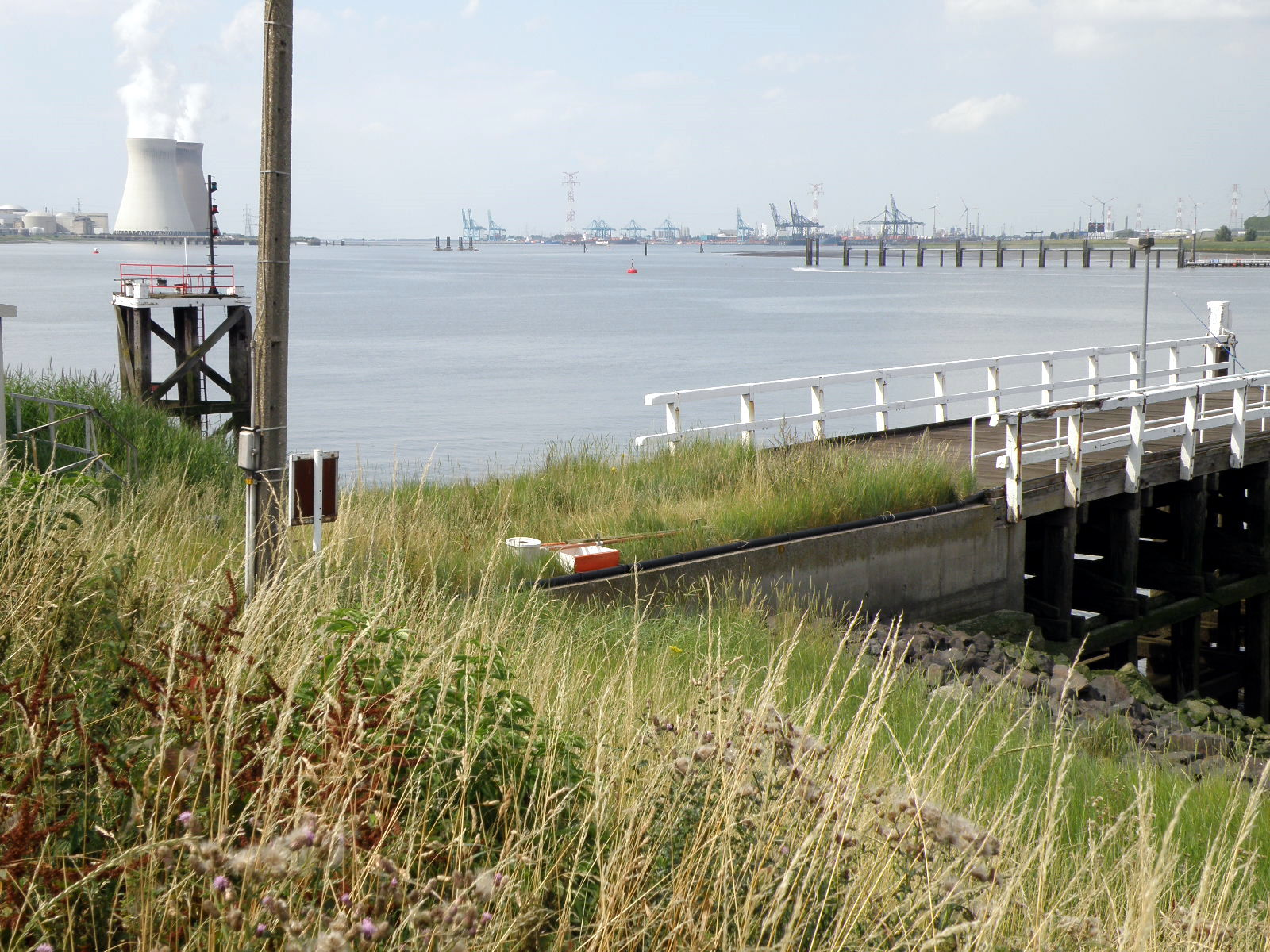
L'Escaut à la hauteur de Liefkenshoek, près de son estuaire.
À gauche : centrale nucléaire de Doel.

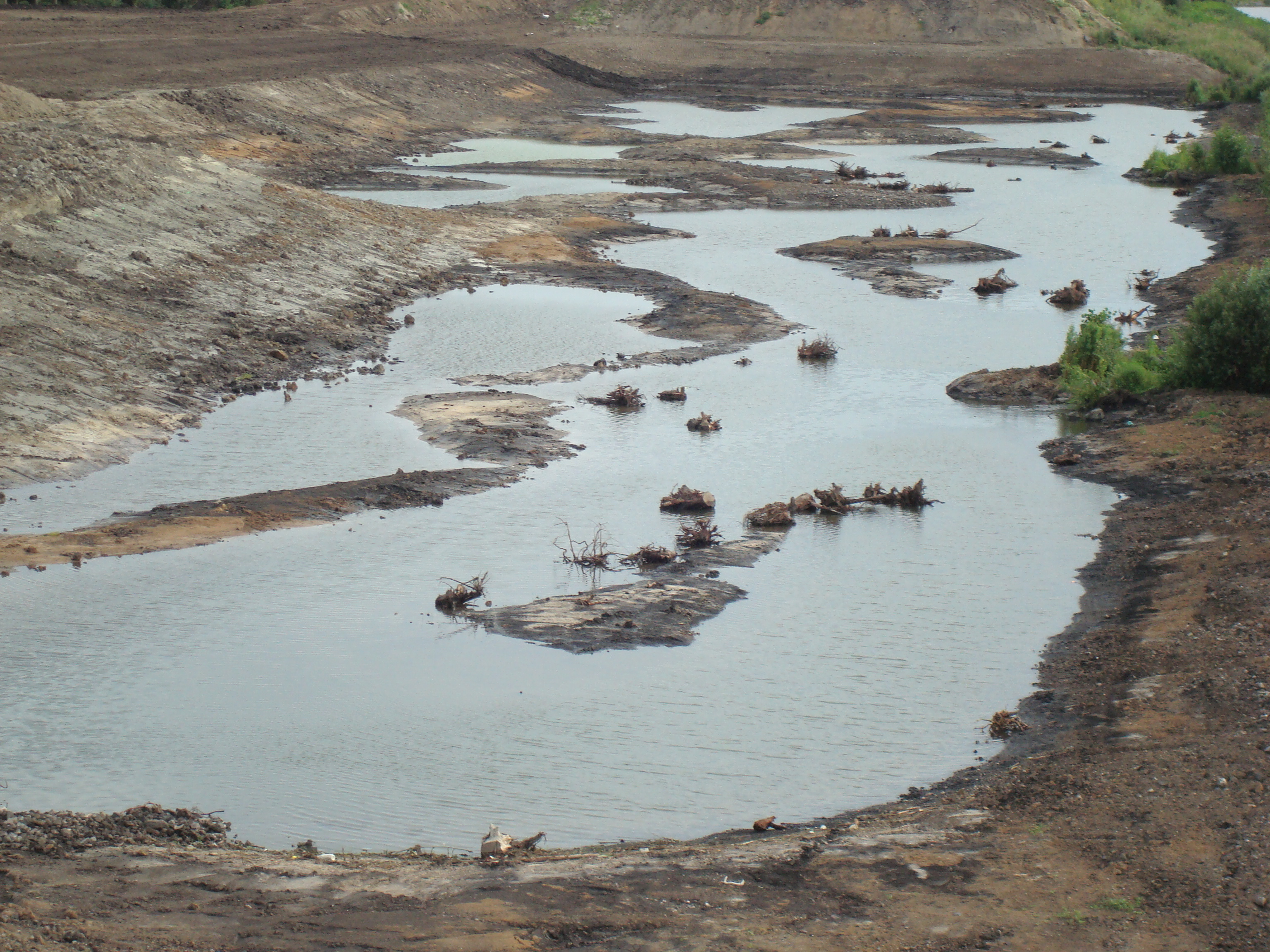
Le lagunage lors de sa construction a été structuré, formes complexes et méandres, de manière à allonger l'écotone eau-sol et à mieux épurer l'eau de l'Escaut. Les pentes très faibles défavorisent l'installation du rat musqué ou du ragondin. Le lagunage est alimenté par le canal lui-même ; passivement en l'absence de trafic ou plus « activement » lors du passage de chaque péniche (qui produit une vague avec surpression puis dépression).

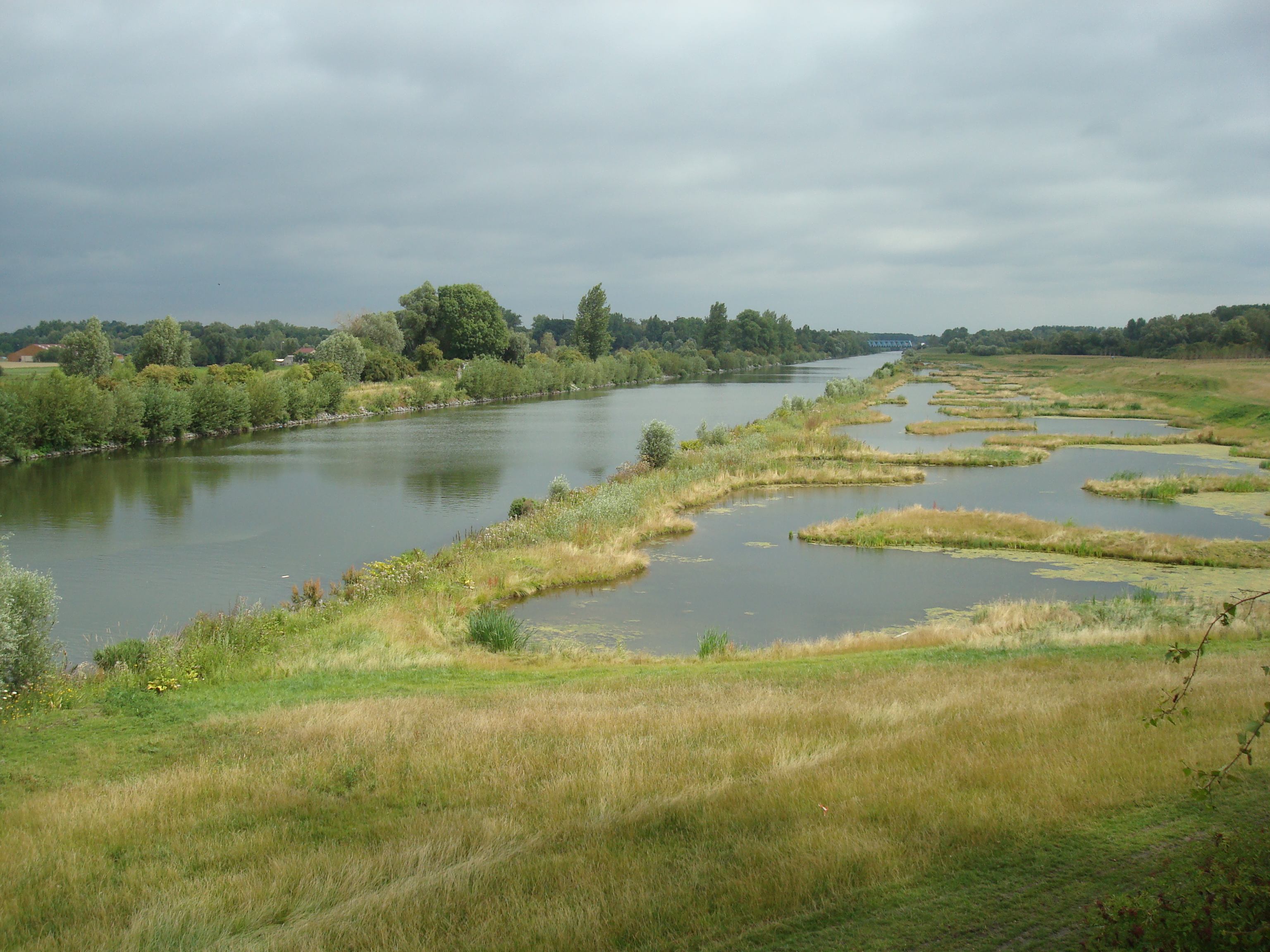
Berges lagunées après un an d'installation de la végétation. Outre son intérêt écologique, ce lagunage a un intérêt paysager évident. La promenade ou d'autres activités liées à l'eau peuvent toutefois y être sources de dérangement pour la faune, notamment les oiseaux.

Pour les articles homonymes, voir Escaut (homonymie).
Pour les articles ayant des titres homophones, voir Escot et Esko.
L'Escaut (de Schelde en néerlandais, l' Escô en wallon) est un fleuve européen de 355 km de long, qui traverse trois pays (France, Belgique et Pays-Bas), avant de se jeter en mer du Nord.
C'est un fleuve lent et peu puissant sur lequel l'influence de la marée se fait sentir jusqu'à 160 km de l'embouchure, ce qui en fait l'un des cours d'eau européens où l'influence tidale est la plus importante.
Son estuaire (Westerschelde) fait jusqu'à cinq kilomètres de largeur et les vasières qu'il a créées présentent une grande richesse écologique, bien qu'il soit artificialisé par la poldérisation des Pays-Bas. Il ne communique plus avec l'Escaut oriental, un de ses anciens estuaires. Son embouchure est située en face de celle de la Tamise juste de l'autre côté de la mer du Nord en Angleterre, fleuve assez comparable à l'Escaut en termes de longueur et de débit, ce qui a beaucoup contribué aux échanges commerciaux entre les Flandres et la Grande-Bretagne depuis le Moyen Âge. Cet estuaire appartient à un delta commun qui comprend aussi les embouchures de la Meuse et du Rhin. Il constitue un important nœud d'accès portuaire en Europe, au cœur du Range nord-européen et situé sur la façade maritime de la mégalopole européenne. Le vaste port d'Anvers, le deuxième plus grand port européen de marchandise après celui tout proche de Rotterdam, est situé dans l'estuaire de l'Escaut. Les navires qui se rendent au port d'Anvers doivent donc passer par un chenal creusé dans l'estuaire. Mais il donne également l'accès au port de Gand par le canal Gand-Terneuzen. Les ports de Flessingue et de Terneuzen sont également situés sur l'estuaire. L'estuaire est relié au port de Rotterdam et au Rhin par le large canal de l'Escaut au Rhin. Il est aussi relié au port de Liège sur la Meuse moyenne par le long canal Albert, ainsi qu'au port de Bruxelles par le canal maritime de Bruxelles à l'Escaut.
Le bassin du Haut-Escaut en France, situé dans des basses plaines, est traversé transversalement par le canal Dunkerque-Escaut qui permet un trafic à grand gabarit reliant le port de Dunkerque à plusieurs des principales agglomérations du Nord - Pas-de-Calais : Saint-Omer, Béthune, Douai, Lens et Valenciennes, mais aussi Lille par la branche constituée par la Deûle canalisée. Le haut bassin de l'Escaut est aussi relié en Belgique au bassin de la Sambre (puis de la Meuse moyenne) par le canal Nimy-Blaton-Péronnes, le canal du Centre puis le canal Bruxelles-Charleroi, reliant ainsi les agglomérations de Tournai, Mons, La Louvière et Charleroi, et ces dernières à Bruxelles. La Lys, affluent de l'Escaut, est aussi canalisée à grand gabarit entre sa confluence avec la Deûle et son croisement avec le canal périphérique de Gand en Belgique, ce dernier faisant la liaison avec le bas Escaut, le port de Gand et le canal Gand-Bruges qui mène au port de Bruges-Zeebruges.
Une importante liaison Seine-Escaut pour la navigation de marchandise à grand gabarit, traversant la Picardie, qui permettrait de relier Paris et le bassin de la Seine aux bassins de l'Escaut, de la Meuse et du Rhin, est prévue à l'horizon 2030 par la loi française d'orientation des mobilités en 2018.
En France, le schéma d'aménagement et de gestion des eaux (SAGE) de l'Escaut est en cours d'élaboration par le syndicat mixte de l'Escaut et affluents (SyMEA). En Belgique wallonne, il est élaboré par l'intermédiaire des contrats de rivières (contrat de rivière Escaut-Lys) mais également par les réflexions menées au niveau international avec la Commission internationale de l'Escaut, l'Agence de l'eau et d'autres acteurs, pour mieux connaître et protéger le fleuve et ses aquifères transfrontaliers.

## Étymologie
Son nom apparaît pour la première fois sous la forme latine Scaldis dans les Commentaires sur la Guerre des Gaules de Jules César et à nouveau dans Pline l'Ancien. Ce nom d'origine celtique signifie « rivière brillante » ou « belle rivière » et a donné Escaut en français et Schelde en néerlandais. Selon le spécialiste gantois de l’onomastique, M. Gysseling, « ce nom celtique est dérivé de « kal », racine indo-européenne, « kel », qui veut également dire « lumineux » en néerlandais, « couleur » en latin et « beau » en grec (kallos) et signifiait à l'origine « brillant ». L'Escaut peut donc signifier à l'origine « belle rivière ».
Plusieurs auteurs ont essayé d'avancer une étymologie germanique plus récente, où Schelde serait alors dérivé du proto-germanique skald, « roseau », ou bien du vieil anglais sceald, « superficiel, peu profond ». Ces théories n’ont plus cours aujourd’hui. Non seulement presque tous les noms de rivières en Flandre datent d’avant l'époque germanique, mais encore nous avons une étymologie similaire à proximité : la petite ville d’Escaudain près de Cambrai, dont le nom est attesté dans son étymologie dérivée de Scaldis (en 847 Scaldinium), dans une région où la toponymie est bien celtique. On doit par conséquent donner la préférence à l’origine celtique des noms Escaut et Schelde. Ces deux noms sont par ailleurs conformes aux évolutions linguistiques respectives des langues néerlandaise et française.

## Géographie, géomorphologie
Source
L'Escaut prend sa source sur le territoire de la commune de Gouy au nord de Saint-Quentin, dans l'Aisne, au pied de l'abbaye du Mont-Saint-Martin (XVIIIe siècle). Cette source est située à 49° 59' 12,95" nord et 3° 15' 59,40" est, à une altitude de 97 mètres.
Bassin versant
Il s'étend sur plus de 20 000 km2 (dont 15 328 km2 en Belgique, soit presque 50 % de la superficie de ce pays).
Cours du fleuve
De France où il est canalisé à partir de Cambrai, l'Escaut traverse la Belgique, et passe par les villes de Tournai, Audenarde, Gand et Anvers. Il entre ensuite aux Pays-Bas en passant entre les bornes frontières 269 et 269A. Il rejoint la mer du Nord entre Breskens et Flessingue aux Pays-Bas.
Affluents
Sur le cours du Haut-Escaut français (jusqu'à Condé-sur-l'Escaut), les affluents sont majoritairement en rive droite : la Warnelle, l'Erclin, la Selle, l'Écaillon, la Rhonelle, l'Aunelle et l'Hogneau, un seul notable en rive gauche, la Sensée. Sur le Bas-Escaut, les plus importants sont la Haine (rive droite), la Scarpe (rive gauche), la Lys (rive gauche), la Dendre (rive droite) et le Rupel (rive droite).
Géomorphologie
Le Haut-Escaut est parallèle à la Sambre et, comme la Sambre, a une dominante d'affluents en rive droite. Cette situation est due à la surrection récente du massif ardennais, qui a créé un château d'eau en provenance de l'est.
Autrefois (jusqu’au XVIIIe siècle environ), le fleuve sur toute sa longueur divaguait naturellement dans le lit majeur de sa plaine alluviale (sauf aux environs d'Antoing où l'Escaut a dû percer perpendiculairement le dôme du Mélantois qui l'a contraint à un lit moins large, jusqu'à Tournai).
Nombre de ses anciens méandres et bras-morts ont été comblés.
Estuaire
L'estuaire a beaucoup varié avec le temps, déjà vers 1800 av. J.-C. il était proche de ce qui est aujourd'hui l'Escaut oriental. Puis il s'est orienté vers le nord ; jusque vers 1250, la Striene était le bras principal et se jetait dans la Meuse, après cette date elle a tourné vers l'ouest et la mer du Nord, à l'emplacement de ce qui deviendra plus tard le Haringvliet. En 1431, ce bras a disparu et l'Escaut oriental le remplaça, mais au cours du temps l'accès finit par s'ensabler ; depuis 1867, il est isolé par une digue et l'Escaut occidental devient alors le seul estuaire.
Paysages
Les prairies de fond de vallée ayant fortement régressé, au profit des champs, villes et zones d'activité, ses débordements sont de moins en moins tolérés. En aval, deux bras principaux marquent le paysage ; l'Escaut oriental n'est plus qu'une baie, non reliée au fleuve ; l'Escaut occidental (autrefois appelé le Honte) est de nos jours le seul estuaire du fleuve.

### Bassin hydrographique et affluents
Voir Bassin versant de l'Escaut

## Écologie, environnement
Le district de l'Escaut, comme celui du Rhin et d'autres grands fleuves européens, traversant des zones industrielles et d'agriculture intensive a été et reste très pollué, notamment au niveau de ses sédiments. Les habitats naturels s'y sont souvent fortement dégradés ou ont totalement disparu. Certains polluants d'origine industrielle ont fortement régressé, à la suite de la fermeture d'usines anciennes, mais les sédiments sont durablement pollués par certains de ces produits et la faune piscicole est encore parfois fortement contaminée par divers polluants, à des taux supérieurs aux normes. Ceci favorise une baisse de l'immunité des espèces touchées et une augmentation des taux de parasitisme, par exemple chez l'anguille européenne qui a fortement régressé depuis 30 ans.
Pour répondre à la directive-cadre sur l'eau qui vise à retrouver un bon état écologique du bassin pour 2015, les habitants et autorités du bassin doivent faire face à de lourds problèmes de gestion :
- des boues de curage
- des séquelles de guerre
- des espèces invasives et introduites
- des conséquences de la dégradation des zones humides (inondations/sécheresses exacerbées, pollution accrue par les nitrates et phosphates et pesticides…).

Et de nouvelles formes de pollutions (catalyseurs automobiles, perturbateurs endocriniens…) sont de nouveaux défis à relever. La gestion d'une éventuelle montée des océans (cf. nombreuses zones de polder) et des changements climatiques en sont d’autres.
Les États devraient appliquer la directive-cadre sur l'eau, avec l'aide en France de l'Agence de l'eau Artois-Picardie, dans le cadre notamment de la trame verte et bleue de la région Nord - Pas-de-Calais. L'Escaut en tant qu'axe nord-sud pourrait potentiellement devenir un corridor biologique d'intérêt majeur dans le réseau écologique paneuropéen, voire jouer un rôle de « corridor climatique ». La démarche « EcoPort » peut aussi contribuer à limiter les impacts négatifs des ports de l'Escaut et du bassin fluvial.
En 2012, un nouveau « système d’avertissement et d’alerte contre les pollutions accidentelles de l’Escaut » (SAAE) doit permettre de mieux agir, de manière transfrontalière contre les pollutions accidentelles de l'Escaut et de son bassin.
Le 2 février 2020, les vallées de la Scarpe et de l'Escaut sont désignées site Ramsar.

### Épisode de pollution de 2020
En avril 2020, une grave pollution est causée par la rupture d’une digue d’un bassin de décantation de la sucrerie Tereos, implantée à Thun-Saint-Martin en France, quelques kilomètres en aval de Cambrai. Ce sont environ 100 000 m3 de boue de lavage des betteraves qui se sont déversées dans le fleuve. La quantité déversée très importante de terre et de débris organiques ont dépassé les capacités d’auto-épuration très réduites du fleuve dont le débit est faible, ce qui a provoqué l’effondrement du taux de dioxygène dans l’eau, asphyxiant la faune dulcicole et notamment une grande partie des poissons du cours d’eau en aval, en France et en Belgique. Céline Tellier, ministre wallonne de l’Environnement, declare le 23 avril qu’il s’agissait d’une « catastrophe écologique majeure ». Des opérations de ré-oxygénation de l'eau du fleuve avec des pompes sont mises en place en Belgique. Les autorités belges n'ont pas été alertées de l'arrivée de cette pollution,.
Le 12 janvier 2023, Tereos est condamné à Lille à 500 000 euros d’amende et à plus de 9 millions de dommages et intérêts. Le tribunal correctionnel, qui reconnaît la « négligence » du groupe dans l’entretien de la digue, a décidé que la région wallonne touchera 8,86 millions d’euros au titre du « préjudice écologique ». Corinne Lepage, avocate de la région de Wallonie, réclamait 17 millions d’euros.

## Aménagements

### Aménagements du cours et affluents
Canalisé à partir de Cambrai, où le nom change en canal de l'Escaut. Outre Cambrai, il traverse notamment Valenciennes en France, Tournai, Audenarde, Gand et Anvers en Belgique, avant de finir sa course aux Pays-Bas. Il est important de distinguer le cours naturel de l'Escaut — appelé Vieil-Escaut — du canal de l'Escaut, voie navigable artificielle aménagée au XVIIIe siècle par la canalisation de l'Escaut entre Valenciennes et Cambrai puis entre Cambrai et Saint-Quentin sous le nom de canal de Saint-Quentin.
Traversant une région fortement urbanisée et industrialisée, l'Escaut a été très tôt aménagé et son tracé a été modifié dès l'époque médiévale pour l'alimentation des moulins et des terres agricoles.
Creusée au XVIIIe siècle en amont de la source, une rigole — dite « canal des Torrents » — serpente dans la vallée sèche, afin de drainer les terrains agricoles, s'écoulant dans le fleuve en période très pluvieuse.
Quelque 250 écluses et barrages ont été implantés sur son cours et celui de ses principaux affluents parmi lesquels on peut citer la Scarpe, la Lys et la Sensée.
La longueur de son cours en France est de 29,5  + 68,1  = 97,6 km.

### Aménagements du delta
Après les dramatiques inondations de 1953, les Pays-Bas ont réalisé, dans le cadre du plan Delta, une série de barrages afin de protéger les polders.

## Gestion
L'Escaut traversant trois pays et sept régions, les acteurs de sa gestion sont nombreux et peinent parfois à se coordonner, alors qu'en tant qu'écosystème, elle ne connaît pas de frontières. La directive-cadre sur l'eau donne aux États-membres jusqu'à 2015 pour rétablir le bon état écologique du fleuve et de ses affluents.
L'association « Escaut Vivant - Levende Schelde » a été initiée en 1994 à Lille par l'eurorégion[Laquelle ?] et des ONG pour encourager une gestion intégrée du fleuve à échelle du bassin versant. Via sa charte, Escaut Vivant vise à encourager sur tout le bassin versant de l'Escaut, une gestion intégrée de l'eau, la réhabilitation fonctionnelle de ses milieux naturels, humides et associés (et en particulier les «délaissés» de l'Escaut, encore appelés bras-mort ou « coupure »), tout en valorisant ses fonctions de transport et de loisirs, et ceci dans la durée via l'information, la sensibilisation et une restructuration globale du bassin versant appuyée sur les principes du développement durable.
Escaut sans frontières - Grenzeloze Schelde, une association internationale, mène depuis 1992 des actions dans cinq régions du bassin versant de l'Escaut, à savoir le Nord - Pas-de-Calais en France, la Wallonie, la Flandre et Bruxelles en Belgique et la Zélande aux Pays-Bas. Escaut sans frontières a pour objet de s'engager via une collaboration transfrontalière pour une amélioration et une restauration de l'écosystème des rivières et des canaux du bassin versant de l'Escaut. Pour atteindre ce but, l'association promeut la collecte et l'échange de données, l'organisation d'actions communes, d'activités informatives, de sensibilisation et d'éducation et l'intervention auprès des autorités compétentes.

## Histoire de la source de l'Escaut
Avant le XVIIe siècle, l’Escaut prenait sa source à Ponchaux (devenu aujourd’hui un hameau rattaché à Beaurevoir). Au début du XVIIIe siècle, des travaux d’assainissement du vallon de Beaurevoir ont été la cause d'un apport important de terre dans la zone de la source, à la suite de quoi la source de l’Escaut disparut de Ponchaux, pour réapparaître à environ 4 km de là, à son emplacement actuel de Gouy, à côté de l’abbaye du Mont-Saint-Martin.

## Histoire de l'Escaut

### Préhistoire
Le Haut-Escaut est marqué par une occupation préhistorique importante, la présence de la rivière favorisant l'implantation humaine. Le site de Proville, au sud-ouest de Cambrai sur la rive droite de l'Escaut, a livré de nombreux témoins de la Préhistoire. Au cours d'une prospection pédestre dans le Bassin de l'Escaut en janvier-février 1997, la collecte d'un matériel archéologique composé exclusivement d'une industrie lithique à Proville, au lieu-dit « la Marlière » enrichit nos connaissances sur les occupations néolithiques de la région. De nombreux silex taillés ont été découverts notamment plusieurs nucléus, des éclats, des lames et des lamelles ainsi que quelques haches polies typiques de la période. Ces dernières années, plusieurs opérations archéologiques se sont déroulées à Proville, au lieu-dit « Le Bois-Chenu » qui a révélé une occupation du Paléolithique supérieur et final confirmée par la présence de burins, de grattoirs et de nucléus et au lieu-dit « la Marlière » avec une fouille programmée dirigée par Gilles Leroy (Service régional de l'archéologie) qui confirme la présence néolithique sur le site.
Plus en aval, le site de Bouchain, diagnostiqué en 2012-2013 entre les rues Roger-Darthois et Pépin-d'Héristal, a révélé des témoins archéologiques de la Préhistoire récente. De nombreux artefacts y ont été mis au jour à savoir de nombreuses pièces lithiques (silex : nucléus, grattoirs, percuteurs, etc.), des gaines de hache en bois de cerf, de la faune (ossements de castor, de sanglier, de bovidé et de cervidé). Les campagnes de fouilles programmées réalisées entre 2014 et 2018 ont permis entre autres la découverte exceptionnelle de plusieurs fragments d'embarcation monoxyle datée du Néolithique, c'est-à-dire une pirogue, dans un état de conservation exceptionnel, découverte majeure accompagnée d'un riche mobilier archéologique illustrant le travail de la matière dure animale et minérale dans une zone de travail en périphérie d'habitat, comprenant une perle en paragonite provenant de gisements du Mont Viso en Italie, illustrant ainsi les circulations et échange de longue distance. La bilan des campagnes archéologiques a donné lieu à l'exposition Voyage au cœur de l'Escaut néolithique, coordonné par le ministère de la Culture, la ville de Bouchain et l'association Bouchain Patrimoine.
À Valenciennes, la fouille préventive du site archéologique de la rue Jean-Bernier en 2006-2007 a révélé une occupation majeure du Néolithique final dans la partie inférieure du versant oriental de la vallée de l'Escaut. Ce site est caractérisé par la découverte de plusieurs sépultures déposées sur des îlots de la rivière attestant de pratiques funéraires complexes et par un riche mobilier lithique fait de pointes de flèches, de lames, de tranchets, de burins, de grattoirs sur lame, de haches polies retaillées qui en font un site exceptionnel au niveau régional.
Le cours aval de l'Escaut a probablement été bouleversé par les transgressions marines dite « transgression maritime Dunkerke I et II, pour la période gallo-romaine et carolingienne » (maximum vers 800, à l'époque de Charlemagne), qui a noyé une partie des Flandres et une grande partie des actuels Pays-Bas.
Depuis la préhistoire, le bassin de l'Escaut a été profondément anthropisé et étendu vers l'ouest par les polders. L'Escaut qui traversait l'ancienne et vaste forêt charbonnière a été utilisé pour la navigation fluviale au moins depuis l'Antiquité romaine, et sans doute dès le Néolithique grâce à des pirogues et des radeaux.

### Antiquité
Dès l'antiquité, les habitants de la région utilisaient l'Escaut comme voie de communication et une pirogue gallo-romaine, monoxyle de chêne (5 m x 0,4 m x 0,27 m) a été trouvée en 1986 près de ses rives à Ramegnies-Chin. L'armée romaine contrôle la vallée de l'Escaut en construisant des forteresses comme à Famars près de Valenciennes.
Le grand point d'appui romain sur l'Escaut est Tournai (Turnacum), qui se romanise fortement à partir du Ier siècle sous l'influence de la politique de l'empereur Claude. En effet, celui-ci transforme la Gaule du nord par ses grands travaux, en lien avec sa conquête de la Bretagne (en 43 apr. J.-C.) ; le "boulevard nord" de l'empire, voie romaine qui relie Bavay à Boulogne franchit l'Escaut à Tournai.

### Période médiévale
Après les Romains, les Vikings ont également navigué sur l'Escaut. Du haut Moyen Âge, il ne reste que peu de traces de navigation, hormis quelques textes et témoignages archéologiques,.
Après la division de l'Empire carolingien au traité de Verdun (843), l'Escaut a longtemps servi de frontière naturelle officielle entre le royaume de France et le Saint-Empire romain germanique.
Mais il a surtout joué un rôle déterminant dans le développement économique et politique exceptionnel de la Flandre, du Brabant et du Hainaut au Moyen Âge et aux temps modernes. Il est l'un des quatre fleuves attribués à la « France des quatre fleuves ». Malgré sa faible longueur, l'Escaut relie les villes de Cambrai, Valenciennes, Condé-sur-l'Escaut, Tournai, Audenarde, Gand et Anvers, mais aussi Douai, Arras, Lille, Courtrai, Mons, Malines, Louvain et Bruxelles sur les affluents de l'Escaut. Ces villes furent des cités particulièrement opulentes et des centres culturels très importants à l’échelle européenne, notamment au Moyen Âge et à la Renaissance, le petit fleuve favorise en effet le commerce fluvial et maritime et met ces villes en constantes relations entre elles et avec le reste de l'Europe via la mer, la région a ainsi connu un phénomène d'urbanisation et une forte densité de population très précoce à l'échelle européenne, permise par la richesse agricole du bassin.
Plusieurs portus existent sur l'Escaut à la période carolingienne, notamment à Valenciennes, Tournai, Gand et Anvers. Valenciennes est la première ville portuaire du Haut-Escaut où la rivière commence à "porter bateaux", c'est-à-dire à être navigable grâce à l'apport de la Rhonelle et ce, jusqu'à la fin du XVIIIe siècle, ce qui permet l'essor de la ville grâce au commerce fluvial.
De plus, au fur et à mesure que le temps passait, à cause des défrichements, du labour des terres et des rejets urbains, il n'a cessé de s'envaser avec des sédiments qui ont gagné jusqu'à 3 mètres d'épaisseur.
La Striene est l'estuaire principal, ce bras se jette dans la Meuse jusque vers 1250, puis se dirige vers ce qui est maintenant le Haringvliet jusqu'en 1421. Ensuite l'Escaut oriental devient le principal estuaire.
La navigation sur l'Escaut est très active à l'époque médiévale, comme en témoignent les droits de vinage pris sur les marchandises transitant sur la rivière. Au XIIIe siècle, on fabriquait à Douai des escarpoises capables d'affronter la mer et les tarifs de tonlieu citent sur la Scarpe des nefs de 10 mètres de long pour 2 de large (de 14 à 15 tonneaux), alors qu'à Valenciennes ils citent des navires plus importants (jusqu'à 48 tonneaux).
D'un point de vue politico-religieux, le fleuve sert en partie de limite religieuse, permettant de distinguer le diocèse d'Arras de celui de Cambrai, séparant parfois les villes en deux, comme c'est le cas pour Valenciennes et Tournai par exemple, et les comtés de Flandre et de Hainaut.

### Époque moderne

#### XVIesiècle
La navigation sur l'Escaut et certains de ses affluents est très active vers le milieu du XVIe siècle (1568) alors qu'« Anvers était la ville la plus opulente et la plus florissante de l'Europe ». Le port de Condé, dite « francque estaple », situé au confluent entre la Haine et l'Escaut, témoigne du dynamisme économique et commercial vers 1550.
La circulation des gros bateaux de commerce était autrefois interrompue à Tournai (doté d'un pont militaire, l'un des rares connus au monde) en raison d'une chute importante (jusqu'à ce que la généralité y finance la construction d'une écluse).

### XVIIesiècleetXVIIIesiècle
Les XVIIe et XVIIIe siècles sont deux siècles de grandes transformations pour l'Escaut dont le paysage est marqué par de nouveaux aménagements et par la canalisation de l'Escaut entre Cambrai et Valenciennes.
Dans le Haut-Escaut, de sa source à Gand, l'Escaut et ses affluents sont dotés de nombreux ouvrages hydrauliques (moulins, vannages, viviers) pour l'alimentation des activités du bord de l'eau. La rivière constitue une artère économique structurante bordée par les métiers d'eau qui se développent sur ses rives (meuniers, blanchisseurs, brasseurs, tanneurs, etc.) et, avant tout, la navigation.
La période est également marquée par d'importants travaux d'assèchement des marais et de réfection des digues de l'Escaut à la suite des inondations répétées du Haut-Escaut qui ont un fort impact sur les villes et villages riverains situées dans la plaine humide, causées par les aléas hydroclimatiques (orages, fonte des neiges, pluies), le suréquipement de la rivière et les inondations militaires tendues lors des sièges, où l'Escaut et ses places fortes jouent un rôle stratégique lors de la guerre de Hollande et de la guerre de Succession d'Espagne.

#### L'Escaut à Valenciennes
L'Escaut à Valenciennes comprend de nombreux équipements fluviaux et hydrauliques sur son cours aux XVIIe et XVIIIe siècles. D'abord les ponts. L'Escaut traverse la ville de Valenciennes de part en part, de fait, de nombreux ponts sont construits pour franchir la rivière. Au XVIIIe siècle, l'on compte dix ponts sur le bras intérieur de l'Escaut qui passe dans la ville : le pont de la Citadelle, le pont du Calvaire, le pont des Chartriers, le pont de Bois, le pont des Jésuites, le pont Saint-Jacques, le pont Néron, le pont Neuf et le pont de Poterne. D'autres ponts permettent de franchir les bras de l'Escaut extérieurs à la ville notamment le pont Saint-Roch et le pont du Noir-Mouton. Certains de ces ponts sont d'origine médiévale et d'autres ont été façonnés à l'époque moderne. Ces ponts de l'Escaut nécessitent un entretien et des réajustements réguliers, c'est pourquoi ils sont régulièrement réparés, rehaussés ou encore reconstruits tout au long des XVIIe et XVIIIe siècles. Le pont de la Citadelle, composé de 12 arches de pierre, est toujours visible aujourd’hui au Parc de la citadelle de Valenciennes. Viennent ensuite les moulins. Au XVIIIe siècle, environ huit principaux moulins sont dénombrés sur l'Escaut valenciennois d'après la carte du cours de l'Escaut de 1731 : les Moulins de la Citadelle, les Moulins le Comte, les Moulins du Faubourg Notre-Dame et deux moulins à huile dans la banlieue de la ville. Ces moulins sont polyvalents avec des moulins à farine et à écorce par exemple. Enfin, les écluses et vannes sont le troisième équipement fluvial qui structure l'Escaut à Valenciennes. Onze principales écluses sont dénombrées en 1731 : l'écluse des Repenties, l'écluse des fossés Notre-Dame, l'écluse du Paté, l'écluse Gros-Jean, les écluses Saint-Jacques, l'écluse Saint-Laurent, l'écluse du Noir-Mouton, deux écluses à poutrelles et une du côté du bras extérieur près de la Porte Notre-Dame.

##### La canalisation de l'Escaut
Les premiers projets de canalisation de l'Escaut sont formulés au XVIIe siècle à l'initiative de la ville de Cambrai. Les projets s'enchaînent mais la concurrence entre les villes scaldiennes et les guerres en avortent la réalisation. Le 24 février 1769, un arrêt du Conseil d'État du roi autorise le creusement du canal de l'Escaut et de Saint-Quentin sous la direction de Pierre-Joseph Laurent afin de relier le bassin de l'Escaut au bassin parisien et d'établir une liaison fluviale continue de la France à la Hollande. Après d'importants débats et négociations entre les États de Cambrai et les magistrats de Valenciennes, qui s'opposent à la canalisation de l'Escaut de Valenciennes à Cambrai afin de conserver leurs privilèges commerciaux.
Les guerres civiles, politiques et de religion ont provoqué le déclin d'Anvers et d'une partie du bassin, conduisant en 1648 au traité de Munster, lequel ferme l'Escaut vers Anvers, stipulant que les navires devaient décharger à Flessingue afin que des petits bateaux néerlandais transportent ensuite les biens et personne vers Anvers ou ailleurs, en réalité au profit d'Amsterdam, depuis longtemps seule rivale d'Anvers. Ces guerres, dont celle de 1679 empêchèrent « l'exécution des travaux projetés entre Valenciennes et Cambray pour remonter sa partie supérieure, et ils ne furent entrepris qu'après une période de 70 années. Commencés en 1750, leur achèvement n'eut lieu qu'en 1788 au moyen de 15 écluses qui rattrapent une dénivellation de 26 mètres. Quatre de ces écluses sont simples, et les onze autres à sas. Leur largeur moyenne est de 5,2 m sur 44 m de longueur de buse en buse ».
En 1782, l'Escaut est considéré comme navigable de Cambrai jusqu'à la mer, mais sa fermeture vers la mer, imposée par les Provinces-Unies perdurera (146 ans au total) jusque 1794, date de la conquête de la Belgique par les Français, conclue par le traité de paix et d'alliance de La Haye (10 mai 1795) qui ré-institue la libre circulation des bateaux sur l'Escaut. En 1783, le Bassin Rond est construit entre Bouchain et l'écluse d'Ywuy, ouvrant par l'une de ses trois écluses sur le canal de la Sensée, les deux autres donnant accès aux directions de Bouchain et Cambray. « Ce bassin fait partie du bras de canal partant de l'Escaut à Bouchain, qui longe latéralement ce fleuve, sur une longueur d'environ 420 m, jusqu'un peu au-dessus du bassin Rond où il s'abouche à l'Escaut ».
Naviguer de Tournai à Gand, n'était pas non plus sans risques notamment dans la traversée de Tournai « à cause de la rapidité du courant. Des travaux de curement effectués en 1830, partie aux frais de l'administration des ponts et chaussées et partie aux frais de la province, sur toute l'étendue du bassin de l'Escaut dans Tournay, ont rendu la navigation par cette ville beaucoup plus facile et plus active. Les sinuosités nombreuses du fleuve exigent la plus grande attention de la part des mariniers, qui sont obligés de se faire aider depuis Tournai jusqu'à Gand par quatre hommes pour bien gouverner un grand bateau à charge. Ceux d'une plus petite dimension n'en prennent ordinairement que trois. Ces difficultés disparaîtraient si la canalisation de l'Escaut, entre ces deux villes, venait à s'effectuer ». Dans la seconde moitié du XVIIIe siècle, le transport fluvial explose (en 1747, 72 bateaux suffisaient à transporter les marchandises de Gand et de sa généralité alors que le seul canal de Mons en destination de la Belgique enregistrera 17 340 bateaux de 1827 au 14 août 1834 (soit une moyenne de 2 312 bateaux/an). Des règlements, ordonnances ou arrêtés imposent des tirant d'eau à ne pas dépasser pour certaines sections de cours d'eau ou écluses (ce qui peut nécessiter de « rompre charge », c'est-à-dire de décharger puis recharger au passage, ou de disposer une partie de la charge sur un autre bateau). Quand des travaux d'approfondissement sont effectués, ils imposent presque d'autres travaux de mise au même niveau en amont ou en aval afin que des bateaux toujours plus gros puissent circuler.

### XIXesiècle
Napoléon, cherchant ensuite à « faire d'Anvers le point central des constructions navales de son empire », fit exécuter dans cette ville, en 1804, des travaux considérables estimés à plus de treize millions. On distingue, parmi ces travaux, deux bassins auxquels nul autre ne peut être comparé pour la beauté de la construction et l'étendue (le plus grand des deux peut contenir jusqu'à quarante vaisseaux de guerre) ; le magnifique et vaste chantier de construction où 19 vaisseaux de tout rang se construisaient à la fois, et l'immense bâtiment de la corderie long de 390 mètres sur 13,5 m de largeur. Les Anglais ne peuvent tolérer cette menace et en 1814 détruisent ces aménagements dont les vestiges seront transportés à Flessingue (ainsi que tous les magasins de la marine) alors que le plus grand des deux bassins de Napoléon est en partie comblé.

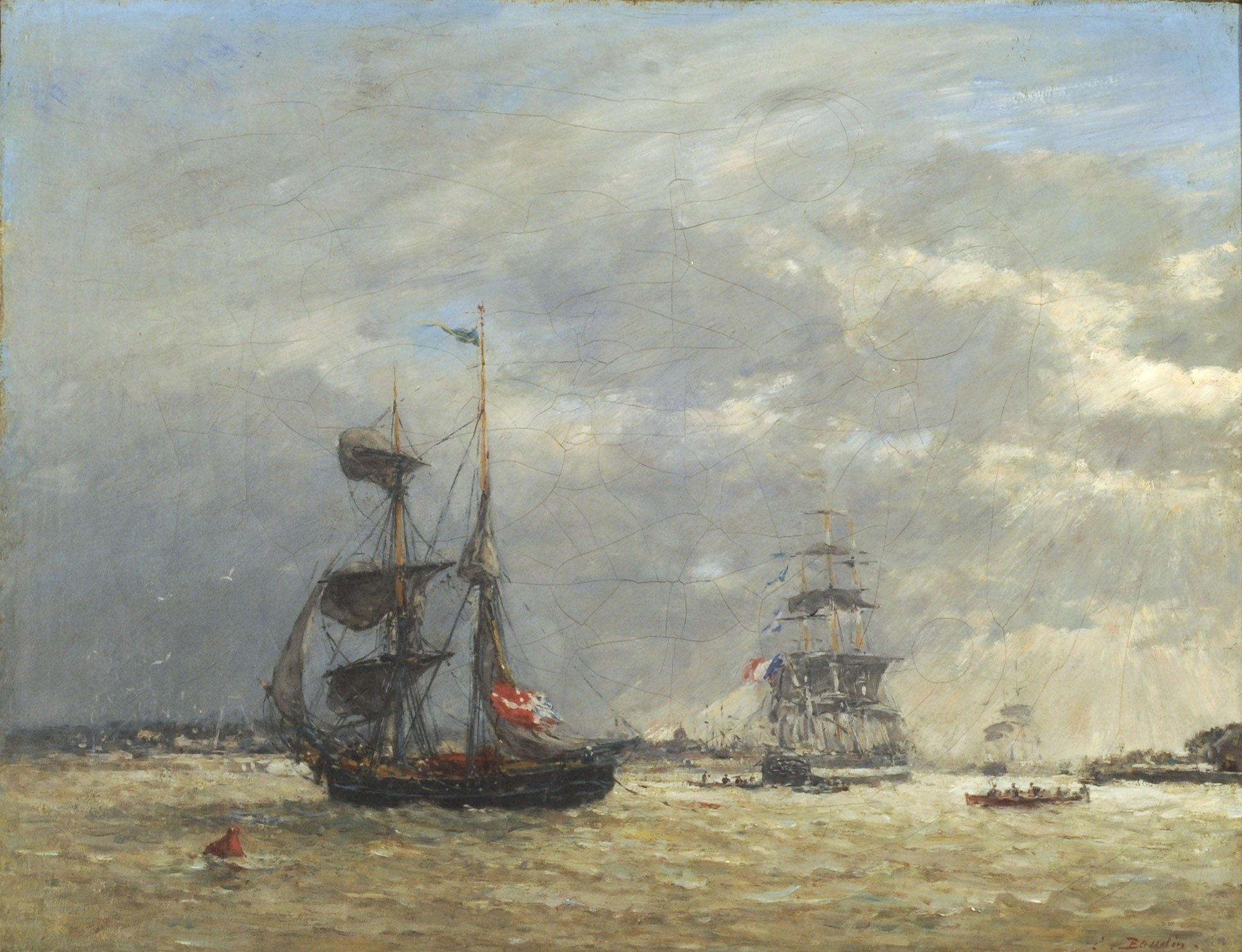
L'Escaut par temps orageux
Eugène Boudin, 1871-1874
Musée national des Beaux-Arts (Argentine).

La liaison par le canal de Saint-Quentin est permise grâce au tunnel souterrain de Riqueval, inauguré par Napoléon le 28 avril 1810. D'autres travaux d'amélioration du cours de l'Escaut par redressement de ses méandres sont effectués du Cambrésis à la frontière belge entre 1820 et 1880.
En 1815, l'Acte final du Congrès de Vienne attribue à l'Escaut et la Meuse un régime de liberté de navigation comparable à celui du Rhin, mais 15 ans plus tard les Pays-Bas annexent ce qui redeviendra plus tard la Belgique, qui s'unit un temps à la Hollande, ce qui relance le commerce à Anvers puis la révolution belge de 1830 y met fin, les Hollandais restant seuls maîtres des bouches de l'Escaut jusqu'en 1832. « Depuis Antoing jusqu'à Anvers, il se trouve sept écluses dont six simples et une à sas. Les six premières sont celle d’Antoing ; celles d'amont, dite grande ou de la Machine, et d'aval ou des Trous à Tournay ; d'Audenarde ; des petites planches, à Gand ; de Termonde : cette dernière est à poutrelles, et sert à arrêter au besoin le flux et le reflux de la marée dont les effets se font sentir jusqu'à Gand. Celle à sas est une grande écluse octogone, pouvant contenir plusieurs grands bateaux : elle est située à Gand au lieu dit la Pêcherie, près de la porte de Bruxelles ».
À cette époque, de la grande écluse de Gand à la Hollande la navigation hivernale sur l'Escaut (qui peut notamment geler ou sortir de son cours, deux moments où la navigation cessait, de même que durant toute la débâcle) est encore dangereuse ; « c'est par cette écluse que les bateaux entrent dans le Bas-Escaut, dont la navigation est dangereuse, surtout pendant l'hiver ; il est donc prudent que les bateaux qui naviguent sur cette partie du fleuve soient pontés et munis des agrès nécessaires, et qui consistent, pour les cordages : en un harnat, un cachelin, un demi-cachelin, une esquoite, une treille à bloquer, une treille à tirer à chevaux ; pour les agrès : en deux grandes ancres à la main, plus trois autres dites du Bas-Escaut ». Enfin, faute de machinerie adéquate, manœuvrer les écluses est encore difficile. À Tournai dans les années 1830, les bateaux ne traversent ordinairement la ville qu'une fois par semaine (le mercredi en été et le jeudi en hiver, ou plus tôt ou plus tard en cas de crue ou de « rabais », en coordination avec la ville de Gand où la traversée de l'écluse se faisait le samedi en été et le lundi en hiver. Ceci occasionnait la formation de convois de bateaux (dits « rames ou flottes ») et de files d'attente ; « les rames ou flottes, qui se composent des bateaux venant de la France du côté de Mortagne et de la Belgique par Antoing ou Condé, et qui descendent chaque semaine à Tournay, contiennent de 80 à 100 bateaux de toute grandeur, même jusqu'à 120, et quelquefois moins de 80, suivant que l'abondance des eaux permet de continuer la manœuvre de l'écluse d'Audenarde, où leur chute produit l'effet d'une cataracte ». En sens inverse, « la remonte se fait : de Condé à la Folie, par des treilleurs ; depuis la Folie jusqu'à Cambray, au moyen de chevaux ; d'Anvers à Termonde, à l'aide de la marée ; de Termonde à Gand et de Gand à Escanaffle, par des haleurs dits compagnons, et d'Escanaffle à Tournay, par des chevaux ». Ces métiers disparaitront peu à peu aux XIXe et XXe siècles avec l'apparition des machines à vapeur puis des moteurs au fioul, de même pour les corporations d'ouvriers et en partie de mariniers (Par exemple, il y avait à Gand « deux corporations de mariniers désignées sous le nom de corps franc et corps non-franc, qui avaient le privilège exclusif de charger sur l'Escaut et la Lys dans toute l'étendue de la dépendance de Gand ». Ce corps-franc disposait en 1747 d'une flotte de 54 bateaux (26 grands, 20 moyens et 8 petits) alors que le corps non-franc en avait 3 grands, 9 moyens et 6 petits, soit 18. Ce privilège s'est éteint avec la réglementation française imposée en Belgique à partir de 1794.
À cette époque le transport fluvial est encore très lent (en comptant les temps de recherche de clients, de chargement/déchargement, de rupture de charge, d'entretien du bateau, de repos forcé quand l'eau gèle (puis lors de la débâcle), ou les immobilisations dues à des étiages sévères ; « un batelier, partant du canal de Mons, se dirigeant vers Paris ou Rouen, et qui peut à peine faire ce voyage trois fois en deux années »).
Le 26 juin 1831, le traité de Londres par lequel les grandes puissances du moment (Autriche, France, Grande-Bretagne, Prusse et Russie) reconnaissent le nouvel État belge confirme à nouveau la liberté de naviguer sur l'Escaut, chaque pays entretenant les berges et fonds à ses frais.
Un nouveau traité de Londres le 19 avril 1839 ajoute les Pays-Bas à ces pays qui reconnaissent la Belgique, mais il reconnait un droit de péage sur tous les navires utilisant l'Escaut pour rejoindre Anvers voté peu de temps auparavant, ce qui va freiner le développement du port d'Anvers et irriter les autorités belges qui vont s'efforcer de faire disparaitre cette taxe. En 1863 (traité du 12 mai 1863), après des négociations longues et difficiles avec les Pays-Bas, Auguste Lambermont obtint la levée du péage sur l'Escaut, perçu depuis 1839, pour un coût de 17 millions de florins, avec signature ce même 12 mai 1863 d'un traité belgo-hollandais sur le régime des prises d'eau à la Meuse permettant ainsi le développement du port d'Anvers.

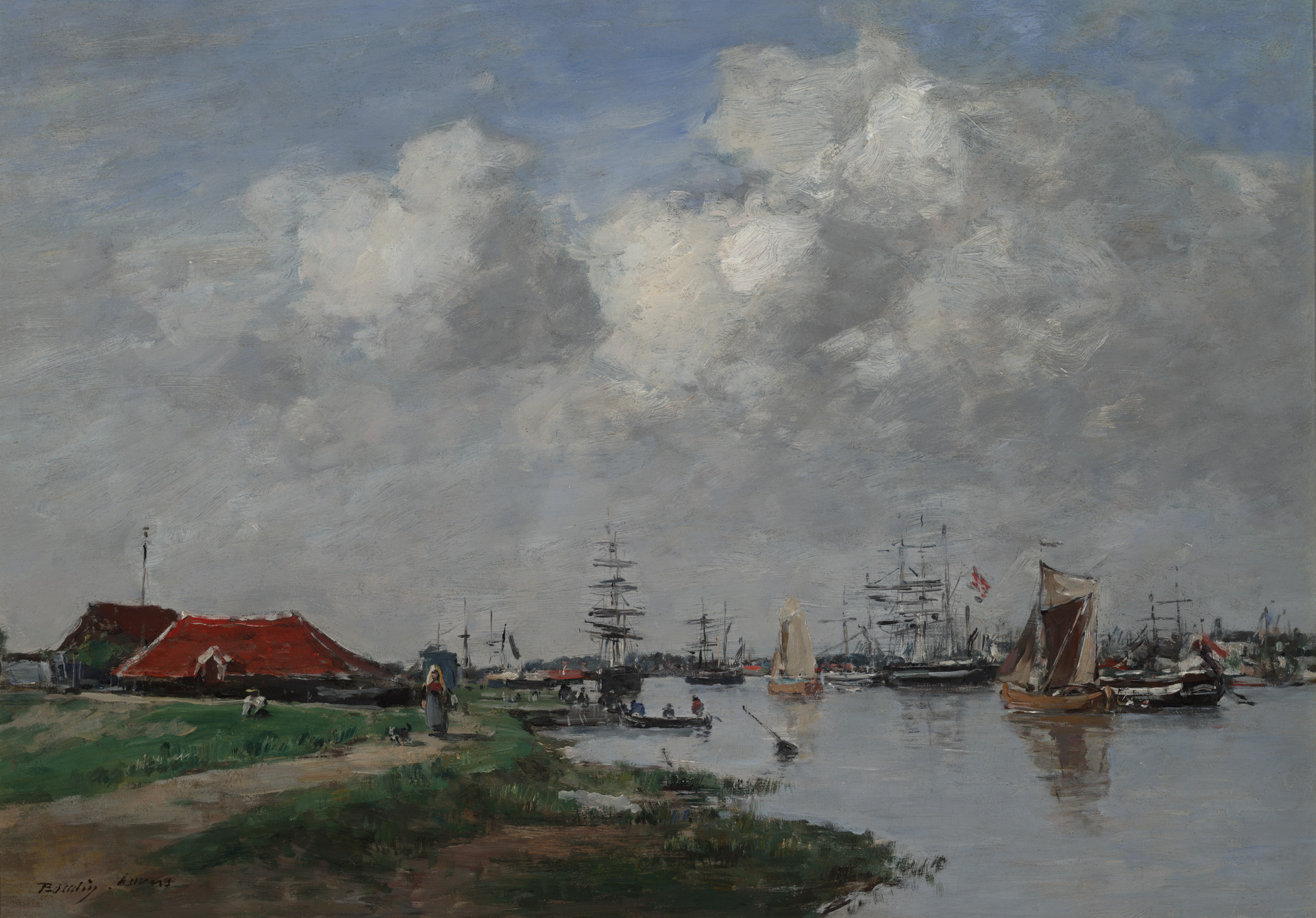
L'Escaut à Anvers
Eugène Boudin, 1871-1874
New Haven, Yale University Art Gallery.

Selon le Précis historique et statistique des canaux et rivières navigables de la Belgique et d'une partie de la France de B De Rives, publié en 1835, les 30 canaux artificiels (soit 638 km) et les parties navigables de rivières encore naturelles (763 km sur la Demer, la Dendre, la Durme, la Dyle, l'Escaut, la Haine, la Lys, la Nèthe, le Rupel, la Scarpe et la Trouille) formaient alors un total de 1 401 km de voies navigables dans le bassin de l'Escaut. Les bateaux et péniches étaient alors encore parfois munies de voiles et tirées par traction animale voire par des hommes. En 1835, sa « largeur moyenne depuis Cambray jusqu'à Gànd est d'environ 35 à 40 mètres. Cette largeur augmente à partir de Gand jusqu'à Termonde, où elle est de plus de 200 m, et de 665 m à Anvers dans les hautes marées (…) Sa profondeur depuis Cambray jusqu'à Valenciennes est en moyenne de 1,60 m ; celle moyenne de Valenciennes à Condé, de 1,90 m ; de Condé à Mortagne, de 2 m ; et, à partir de ce point jusqu'à Anvers, cette profondeur augmente progressivement jusqu'à celle de 6 m dans les basses marées au port de cette dernière ville. Les marées extraordinaires y élèvent les eaux de 3,25 m à 4 m, et même jusqu'à 6,76 m dans les syzygies. Les vaisseaux de guerre remontent ce fleuve à la marée haute à plus d'une lieue au-dessus d'Anvers, dont le vaste et beau port peut contenir deux mille navires, d'autant plus en sûreté qu'ils jettent l'ancre jusqu'aux bords des quais auxquels aboutissent quatre canaux bordés de magasins ».

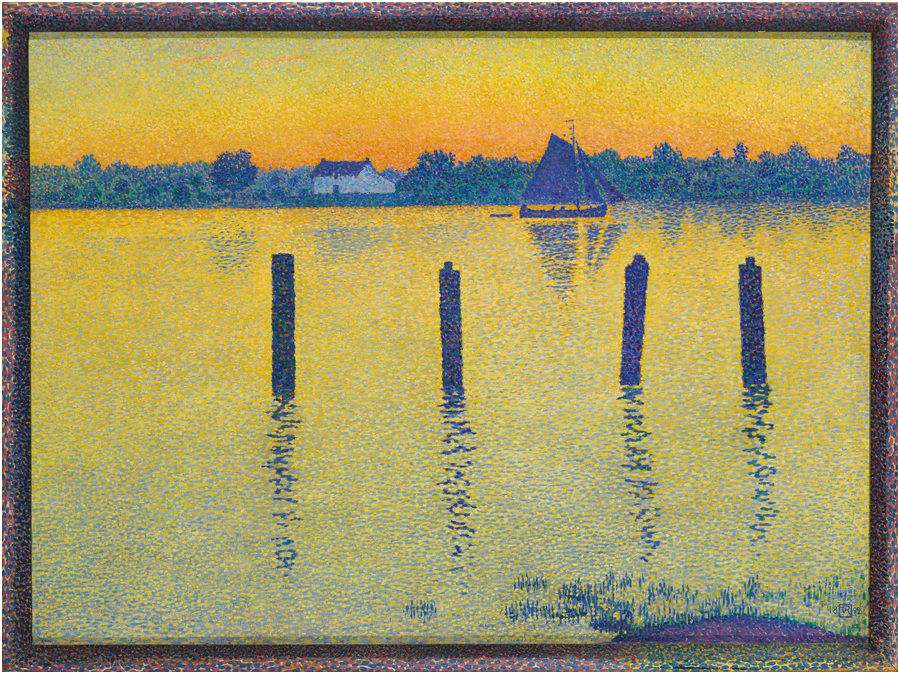
L’Escaut en amont d’Anvers, le soir, 1892
Collection privée.

En 1867, le kreekrak est construit, c'est une digue qui isole le fleuve de l'Escaut oriental, désormais l'Escaut occidental en est le seul estuaire.

### XXesiècle
Le bassin de l'Escaut est en Europe celui qui a été le plus touché par les séquelles des deux guerres mondiales.
Pendant la Seconde Guerre mondiale, en 1940, les Alliés franco-britanniques tiennent tête aux Allemands du 20 au 27 mai 1940 sur le fleuve à Bouchain (le 45e Régiment d'infanterie a bloqué plus d'une semaine la 8e Division d'infanterie de la Wehrmacht lui infligeant une perte de 1 500 hommes - Les Français utilisèrent l'Escaut canalisé et les marais environnants pour retenir l'attaque en empêchant l'envoi des blindés). En 1944, une autre bataille oppose Alliés aux Allemands pendant la libération de la Belgique et des Pays-Bas.
Après-guerre la pollution de l'Escaut est flagrante et inquiète tous les États riverains, motivant la création d'une Commission tripartite permanente des eaux polluées cadrée par un protocole du 8 avril 1950 conclu par la Belgique, la France et le Grand-Duché de Luxembourg .
En 1963, le traité du 13 mai 1963 prévoit la construction d'un canal reliant l'Escaut au Rhin et précise les droits des pays riverains sur l'usage des eaux de l'Escaut et de la Meuse. Comme mesure compensatoire à une salinisation accrue du bassin de Zélande (aux Pays-Bas), la Belgique doit offrir une quantité d'eau douce provenant implicitement au départ de la Meuse, ce qui est encouragé par les Flamands qui profitent du développement d'Anvers mais jugé scandaleusement léonin par les Wallons qui perdent de l'eau en quelque sorte au seul profit de Rotterdam et sans compensations. Le gouvernement belge négocie pour que les Pays-Bas aménagent l'Escaut méridional pour y faciliter le transport maritime avec (le 19 juin 1975) trois traités signés dont l'un concerne la Meuse et deux concernent l'Escaut (afin de redresser le coude de Bath et construire le canal de Baalhoek).
Des années 1950 à la fin du XXe siècle, la pollution industrielle, urbaine et agricole de l'Escaut s'aggrave considérablement. Le 26 avril 1994, à Charleville-Mézières deux « accords » internationaux relatifs à la protection des eaux de la Meuse et de l'Escaut font suite aux accords du Congrès de Vienne de 1815. Ils sont signés, pour mettre fin aux différends qui pouvaient opposer la France, la Belgique et les Pays-Bas et encourager des efforts coordonnés de dépollution de l'eau et des sédiments (chaque pays polluant l'Escaut ou le rendant plus turbide reporte sur le pays situé en aval les coûts de curage et les coûts en santé environnementale.
Divers juristes et ONG les ont néanmoins jugés très décevant, surtout par rapport aux projets antérieurement défendus. Leur peu d'ambition résulterait selon une analyse juridique de Joe Verhoeven de l'irruption de la France et des régions autonomes de Belgique dans les jeux traditionnellement hollando-belge des relations de négociations.
Au XXe siècle, la Belgique avait besoin des Pays-Bas qui contrôlaient l'accès du port d'Anvers à la mer du Nord pour permettre au port d'Anvers et à Anvers de s'épanouir, malgré la concurrence de celui de Rotterdam, mais inversement les Pays-Bas dépendaient de la Meuse qui traverse la Belgique comme première source d'eau potable. Depuis 1993 la décentralisation et la révision constitutionnelle belges permettent aux régions autonomes belges de conclure des traités avec d'autres pays, ce qui renforce la divergence d'intérêts entre Wallons et Flamands quant à l'usage des eaux de la Meuse qui avait motivé l'aide des Pays-Bas au développement de Rotterdam.
En 1992, la Belgique signe la Convention d'Helsinki du 17 mars sur la protection et l'utilisation des cours d'eau transfrontières et des lacs internationaux.
Le 22 avril 1994, grâce à des négociations entamées à Paris les 6 et 7 décembre 1993 et conclues à Namur en mars 1994, advient la signature des Accords de Charleville-Mézières, qui après ratification encadreront le fonctionnement d'une Commission internationale de l'Escaut. L'Allemagne et le Grand-Duché de Luxembourg, sans être signataires ont été observateurs officiels de la préparation des accords de Charleville-Mézières et ils restent libres d'y adhérer.
Ces accords concernent le fleuve de la source à l'estuaire, et tout son bassin versant et reconnaissent une certaine urgence écologique à agir ; il se base sur une perspective de « gestion intégrée » du bassin versant (mais chaque État restant seul responsable de la gestion de son territoire) et de développement durable (et non « soutenable ») sur 4 principes (formulés par convention d'Helsinki du 17 mars 1992), mais qu'il édulcore pour partie selon Verhoeven (1997) :
1. « le principe de précaution en vertu duquel la mise en œuvre de mesures destinées à éviter que le rejet de substances dangereuses puisse avoir un impact transfrontière significatif, n'est pas différée au motif que la recherche scientifique n'a pas pleinement démontré l'existence d'un lien de causalité entre l'un et l'autre »
2. « le principe de prévention » imposant le recours à « des technologies propres »
3. « le principe de maîtrise et de réduction par priorité à la source de la pollution », en utilisant « les meilleures technologies disponibles et les meilleures pratiques environnementales » pour de réduire « les rejets ponctuels et diffus de substances dangereuses »
4. « le principe du pollueur-payeur, en vertu duquel les coûts des mesures de prévention, de maîtrise et de réduction de la pollution sont à la charge du pollueur ».

L'accord a perdu une partie de sa substance au cours des négociations :
- ils ne mentionnent plus les eaux souterraines (ce qui était pourtant prévu par les premiers projets d'accord)
- ils ne concernent pas les matières nucléaires qui relèvent en Belgique des compétences de l'État fédéral et non des régions, dans le cadre du traité Euratom
- ils engagent bien les États à œuvrer pour la qualité de l'eau, mais d'une manière modérée par l'utilisation (ambiguë et de précaution) d'expressions telles que « dans des conditions économiques acceptables » (et en prévenant toute « distorsions de concurrence » et « dans mesure du possible… »[56] de la qualité de l'« écosystème aquatique ») ; ils ne parlent plus de quantité d'eau. Ceci est dû aux vives protestations faites par la Wallonie « contre le projet hollando-belge de 1975 relatif à la Meuse qui obligeait la Belgique à garantir un débit minimum en période d'étiage, ce qui impliquait la construction d'importants barrages en région wallonne »[52]
- les mesures encouragées par le traité ne sont pas nécessairement uniformes ou coordonnées ni de même niveau de cohérence écologique, mais pour prévenir les distorsions de concurrence, les parties signataires doivent « agi[r] de manière comparable sur tout le bassin versant »[57], ce qui risquait de niveler par le bas les exigences de qualité et quantité de mesures restauratoires. Un article permet toutefois aux parties le souhaitant de prendre « individuellement ou conjointement » des mesures plus rigoureuses [58] et au moins les mesures imposées par le cadre européen pour l'eau[59] qui fixe rapidement des objectifs de « bon état écologique » pour toute l'Europe, qui impliquent aussi une gestion des masses d'eau, appuyée sur des objectifs qualitatifs, mais aussi quantitatifs), mais la date butoir de 2015 et l'objectif de qualité ne sera sans doute pas atteint dans une bonne partie du bassin de l'Escaut.

L'accord concerne aussi « tous les canaux se jetant directement ou indirectement dans [le] fleuve ».
Les bateaux sont bien moins nombreux, mais beaucoup plus grands et lourds, plus rapides grâce à leur motorisation. Nombre de ces canaux ont depuis été mis à grand gabarit et le dernier projet en date est celui du Canal Seine-Nord. Les sédiments de la Deûle, de la Scarpe, de l'Escaut ont été gravement pollués sur une grande partie de leurs cours, par les Industries métallurgiques et chimiques notamment.
En avril 2020, une grave pollution est causée par la rupture d'une digue d’un bassin de décantation de la sucrerie Tereos, implantée à Thun-Saint-Martin en France, quelques kilomètres en aval de Cambrai.

## L'Escaut comme source de revenus
L'Escaut a longtemps été une source importante de poisson (dont saumon, esturgeon, anguille…).
L'entretien des aménagements et les curages sont très couteux. Les usagers doivent s'acquitter de péages et d'un « octroi de navigation », qu'ils paient à des bureaux de perception (à Condé, Fresnes, Valenciennes et Cambrai au XVIIIe siècle côté français). L'utilisation d'une écluse peut aussi être payante (avec une taxe indexée sur le tirant d'eau, alors qu'elle l'est sur le nombre de tonneaux pour la circulation sur le fleuve, les navires étant en Belgique en 1822 répartis en 9 classes ; de moins de 25 tonneaux à plus de 200 tonneaux). Ainsi, au XVIIIe siècle, des quatre écluses situées de Mortagne à Cambray donnaient lieu à « paiement des droits concédés à des entre preneurs ».
Il faut aussi payer pour le transport du bois par flottage (troncs ou autres bois) ; Par exemple, à l'écluse d'Antoing, le règlement précise : « les troncs d'arbres ou de bois flottés paieront par corde, à chaque bureau, le droit déterminé par tonneau sur les bateaux à charge entière ». Pour cette même écluse d'Antoing, sont exemptés de tous droits :
1. « Les bateaux appartenant à l'État, et employés pour le service personnel de S. M., celui des princes et princesses de la famille royale, ainsi que pour le service de terre et de mer »
2. « Les nacelles et autres embarcations dont la capacité est moindre d'un tonneau et demi »
3. « Les bateaux employés à la pêche »
4. « Ceux uniquement chargés de cendres, de fumier et autres engrais, ainsi que ceux qui transportent des récoltes ou des légumes, mais seulement lorsque le propriétaire de ces derniers objets réside dans le rayon d'une lieue, ou 6,000 mètres, des péages. »
5. « Les bateaux uniquement chargés d'objets d'artillerie et équipemens militaires appartenant à l’État, ce qui devra être constaté par un certificat délivré par un officier supérieur »
6. « Les bateaux uniquement chargés pour les travaux de la navigation, et munis d'une lettre de service de l'ingénieur en chef de la province »

À cette époque (1822), les navires ne sont pas encore immatriculés, mais sur l'Escaut « tout bateau portera l'indication de son nom et de son tonnage en caractères très distincts, ainsi qu'il sera prescrit » et « Les jauges d'enfoncement, déterminées par les réglemens existans ou à fixer par des réglemens particuliers du collége des états, seront indiquées d'une manière apparente sur tous les bateaux. Les jauges seront placées pour les charges entières et demi-charges d'été et d'hiver, aux frais des propriétaires des bateaux, d'après les dispositions qui pourront être prises, à cet effet, par l'administration provinciale ».
Le Royaume uni des Pays-Bas fait en outre payer des taxes très élevées aux transports qui veulent gagner Anvers, taxes qui seront sources de longues discordes. Des taxes supplémentaires et plus générales peuvent s'ajouter à ces droits d'usage ou de passage (ex : le décime par franc, imposé par les lois des 28 avril 1816 et 25 mars 1817 en France).
« Jusque vers l'année 1784, les quatre ponts existant à Tournay sur l'Escaut étaient dormans. Cette ville, ayant demandé l'autorisation de les changer en ponts tournans, en obtint l'octroi le 23 avril 1784 de LL. AA. RR. Marie et Albert, gouverneurs des Pays-Bas, ainsi que l'autorisation de percevoir le péage ci-après sur tous les bateaux qui y passeraient ». Dans le Hainaut belge, en 1822 les taxes sont perçues par l'éclusier ou le sous-conservateur de l'Escaut, « dans les deux directions, sans avoir égard au point de départ des bateaux qui arrivent, ni à celui de débarquement des bateaux qui en partent », avec à l'écluse d'Antoing une exemption pour certains : « Les bateaux chargés de chaux, soit en remonte, soit en descente, sont exempts des droits au bureau d'Antoing ».